# 오시오촌 (후쿠이현)
오시오촌(王子保村)은 후쿠이현 난조군에 설치되었던 촌이다. 현재의 에치젠시의 남쪽 끝, 호쿠리쿠본선 오지호역 부근에 해당한다.